# Carionia elegans
Carionia es un género monotípico de plantas fanerógamas de la familia Melastomataceae. Su única especie  es: Carionia elegans Naudin, que está pendiente de clasificar y puede ser un sinónimo de Medinilla coronata Regalado.

## Taxonomía
Carionia elegans fue descrita por Charles Victor Naudin y publicado en Annales des Sciences Naturelles; Botanique, sér. 3 15: 312, en el año 1851.